# Лагошняк Сталіна Василівна
Сталіна Василівна Лагошняк (23 листопада 1939, Бабсьтово, Єврейська автономна область, Російська РФСР — 25 січня 2022, Миколаїв, Україна) — українська акторка театру і кіно, режисер. Заслужена артистка України (1996).

## Життєпис
У 1963 році закінчила Дніпропетровське театральне училище, режисер самодіяльних театрів. Працювала акторкою у Тернопільському українському музично-драматичному театрі (1963—1965), Миколаївському українському музично-драматичному театрі (1966—1969).
З 1969 року акторка Миколаївського академічного художнього російського драматичного театру. У 1982—2012 роках — завідувачка трупи.
Як режисер поставила цілий ряд вистав-казок.
Знімалася в кіно. Переважно, другорядні персонажі, або епізоди. Фільмографія акторки складає 29 фільмів, серед яких — перша поява на екрані у 2007 році в стрічці «Сильніше за вогонь», де зіграла сиву жінку; в ролі Анни Михайлівни у фільмі «Якби я тебе кохав»; Еліна Павлівна в «40+, або Геометрія кохання». Останньою стала стрічка «Пограбування по-українськи».
Померла 25 січня 2022 року у Миколаєві.

## Театральні роботи
Акторка
- «Дерева помирають стоячи» Алехандро Касона — Бабуся
- «Все починається з кохання» за Г. Голубенком, Л. Сущенком, В. Хайтом — Єлизавета Семенівна
- «Лихо з розуму» за п'єсою Олександра Грибоєдова — Ліза
- «Не все коту масляна» Олександра Островського — Феона
- «Солдатська удова» М. Анкілової — Степанида
- «Живи та пам'ятай» за В. Распутіним — Надька Берьозкіна
- «Східна трибуна» за О. Галіним — Шура Подрєзова
- «Поминальна молитва» Г. Горіна — Ґолда
- «Пічка на колесі» за Н. Семеновою — Прися
- «Поки вона вмирала» Н. Птушкіної — Таня, Софія Іванівна
- «Смак черешні» А. Осецької — Зося
- «Юстіна» Х. Вуолійокі — Сенаторка Гармеліус
- «Станція…» — Тетяна
- «Дорога Памела» Джона Патріка[en] — Памела Кронкі
- 2019 — «Кольори» Павла Ар'є; реж. Олексій Павліщев — Жінка в Чорному
- 2019 — «Дім Бернарди Альби» Федеріко Гарсія Лорки; реж. Євген Тищук — Марія Хосефа
- 2020 — «Селфі зі склерозом» Олександра Володарського; реж. Костянтин Гросман — Майя Михайлівна

Режисер
- 1999, 2013 — «Білосніжка і семеро гномів» О. Табакова, Л. Устинова
- 2000 — «Карлик Ніс» за Вільгельмом Гауфом
- 2001 — «Дюймовочка» за Гансом Крістіаном Андерсеном;
- 2001 — «Кіт у чоботях» за Шарля Перро
- 2009 — «Привиди» Генріка Ібсена

## Фільмографія
- 2007 — «Сильніше за вогонь» — сива жінка
- 2007 — «Іван Подушкін. Джентльмен розшуку-2» — епізод
- 2007 — «Ворожка» — мати Льовушки
- 2008 — «Стріляй, негайно!» — сусідка артиста Груздева
- 2008 — «Посмішка Бога, або Чисто одеська історія» — старенька за столом
- 2008 — «Розвідники. Останній бій» — Хана-Лора
- 2010 — «Якби я тебе кохав» — Анна Михайлівна, колишня свекруха Тані
- 2011 — «Мисливці за діамантами» — Леся
- 2012 — «Одеса-мама» — квартирна господиня
- 2012 — «Особисте життя слідчого Савельєва» — Анна Валерьяновна секретар Чераньова
- 2013 — «Рідкісна група крові» — епізод
- 2014 — «До побачення, хлопчики» — стенографістка (в титрах не зазначена)
- 2014 — «Бик і Шпиндель» — сусідка Тазікова
- 2015 — «Пісня пісень» — епізод
- 2016 — «Кохання і море» — епізод
- 2016 — «40+, або Геометрія кохання» — Еліна Павлівна
- 2018 — «Лікар Ковальчук» — епізод
- 2021 — «Я працюю на цвинтарі» — старенька
- 2022 — «Пограбування по-українськи»[4]
- 2022 — «Реванш креветок в пайетках[fr]» — мати охоронця Булгакова